# Referendum w Irlandii w 2011 roku
Referendum w Irlandii w 2011 roku – 27 października 2011 odbyły się dwa referenda konstytucyjne. Pierwsze dotyczyło usunięcia przepisów zabraniających redukowania pensji sądowych, zaś drugie przyznania pełnych uprawnień śledczych komisji parlamentarnej. Oba referenda odbyły się w tym samym czasie co wybory prezydenckie.

## Dwudziesta dziewiąta poprawka
Propozycja dotyczyła zniesienia przepisów dotyczących zakazu zmniejszania pensji sądowych. Zgodnie z konstytucją pensja sędziego nie mogła być zmniejszona w trakcie kadencji, co miało na celu ochronę niezawisłości sądownictwa.
Nowelizacja została uchwalona.
| Głosy          | Liczba głosów | %      |
| -------------- | ------------- | ------ |
| Tak            | 1 393 877     | 79,74% |
| Nie            | 354 134       | 20,26% |
| Głosy nieważne | 37 696        | 2,11%  |
| Razem          | 1 785 707     | 100%   |
| Frekwencja     | 55,96%        | 55,96% |

## Trzydziesta poprawka
Propozycja dotyczyła przyznania pełnych uprawnień komisjom śledczym badającym sprawy interesu publicznego.
Poprawka została odrzucona.
| Głosy          | Liczba głosów | %      |
| -------------- | ------------- | ------ |
| Nie            | 928 175       | 53,34% |
| Tak            | 812 008       | 46,66% |
| Głosy nieważne | 45 025        | 2,52%  |
| Razem          | 1 785 208     | 100%   |
| Frekwencja     | 55,94%        | 55,94% |